# 293499 Wolinski
293499 Wolinski este o planetă minoră (asteroid) din centura de asteroizi. A fost descoperită pe 14 aprilie 2007 la Nogales de Jean-Claude Merlin⁠(d). 
Obiectul prezintă o orbită caracterizată de o semiaxă mare de 3,0797603998332 UAi, o excentricitate de 0,06, o înclinație de 11,8 ° în raport cu ecliptica.